# Picconia excelsa
Picconia excelsa (лат.) — кустарник или небольшое дерево, вид рода Picconia семейства Маслиновые (Oleaceae). Эндемик Макаронезии, встречается только на Мадейре и Канарских островах.

## Описание
Вечнозелёный кустарник или небольшое дерево высотой 10-15 м с несколько открытой кроной. Кора грубо текстурированная белого или серого цвета. Кожистые листья супротивные имеют эллиптическую или обратнояйцевидную форму, каждый длиной 6-8 см. Листья сверху темно-зелёные, снизу более бледные, гладкие, с цельными краями. Кистевидное соцветие несёт гермафродитные белые цветки, иногда душистые, с четырьмя лепестками. Плод — мясистая костянка около 2 см с одним семенем, похожая на оливку. Плод изначально зелёный, по мере созревания становится пурпурно-чёрным.

## Ареал и местообитание
Растение произрастет на острове Мадейра в архипелаге Мадейра и на островах Иерро, Фуэртевентура, Гран-Канария, Гомера, Пальма и Тенерифе Канарского архипелага. В основном он встречается в лавровых лесах на высоте 200—1200 м над уровнем моря, а также в сосновых лесах и пустошах, где преобладают виды Myrica и Erica. Обычно растёт на открытых участках на склонах или в долинах.

## Экология
P. excelsa является важным компонентом лавровых лесов Мадейры и Канарских островов. Вид является хозяином для эпифитного печёночника Frullania polysticta, эндемичного специалиста лавровых лесов.

## Использование
Древесина P. excelsa используется локально для плотницких и строительных работ. Иногда вид высаживают в рамках лесовосстановления и как декоративное дерево. В 1784 году вид был завезён в Великобританию как декоративный вид в 1784 году.

## Охранный статус
Растение ранее оцененное как уязвимое в 1998 году, по состоянию на 2017 год была отнесена Международным союзом охраны природы к категории видов, вызывающих наименьшие опасения, в связи с его распространенностью по всему ареалу, стабильной популяцией и отсутствием серьёзных угроз. Текущие угрозы включают инвазивные виды и эксплуатацию лесных ресурсов. Вид произрастет в нескольких охраняемых зонах, включая Национальный парк Гарахонай и природный парк Мадейры, и сохраняется ex situ по крайней мере в 25 коллекциях, включая семенной банк.

## Галерея

P. excelsa
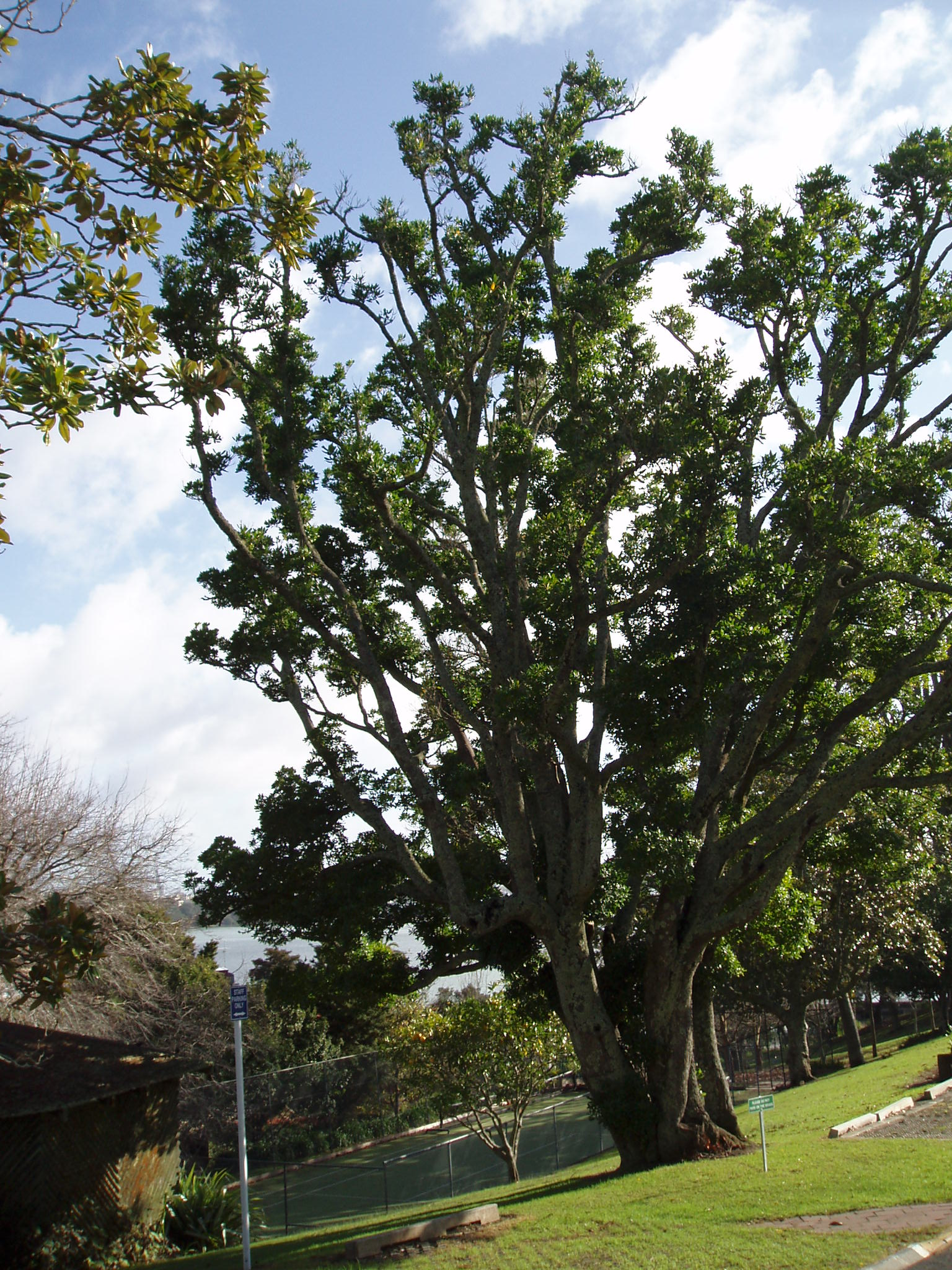
Общий вид
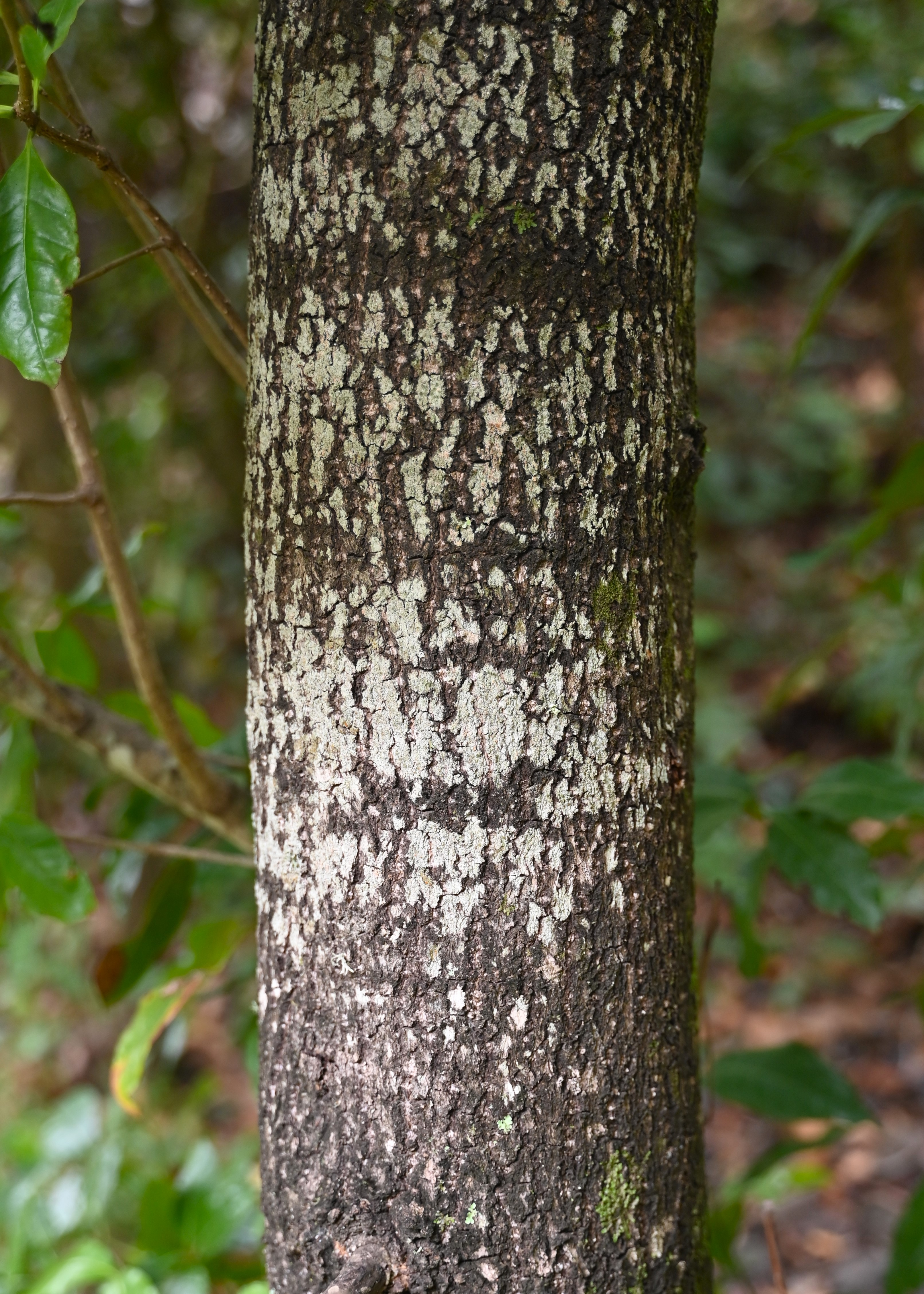
Ствол
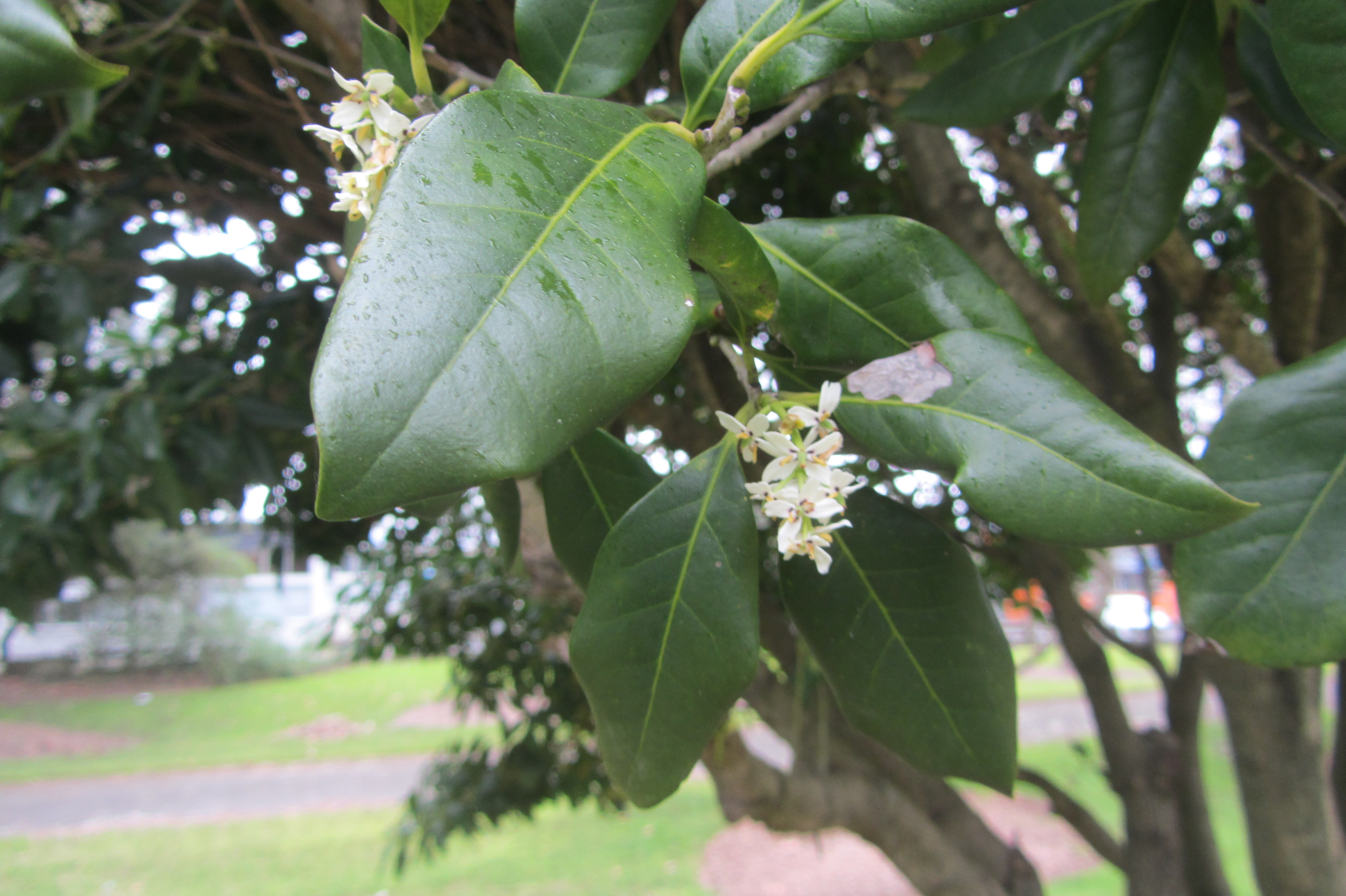
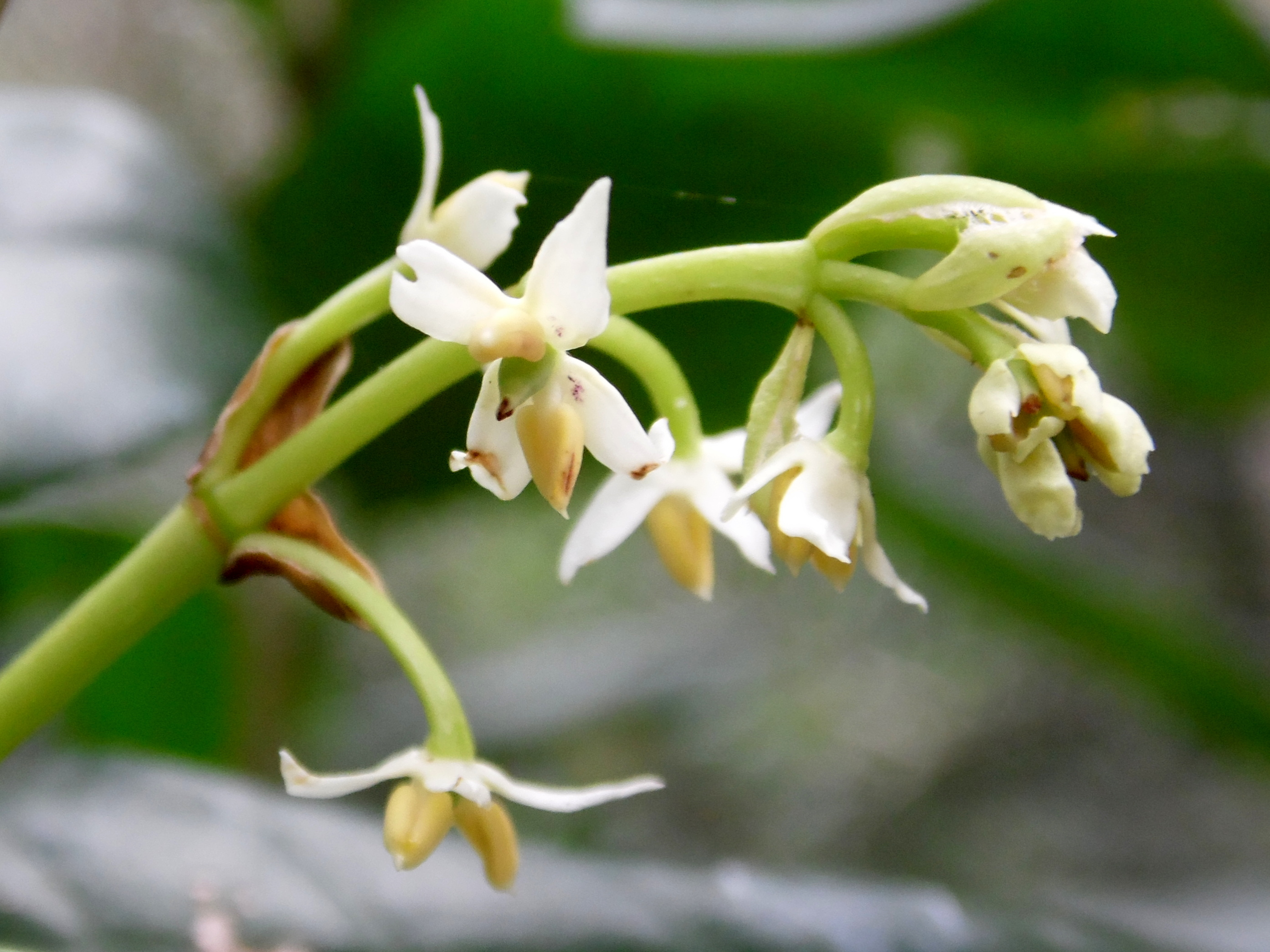
Соцветие
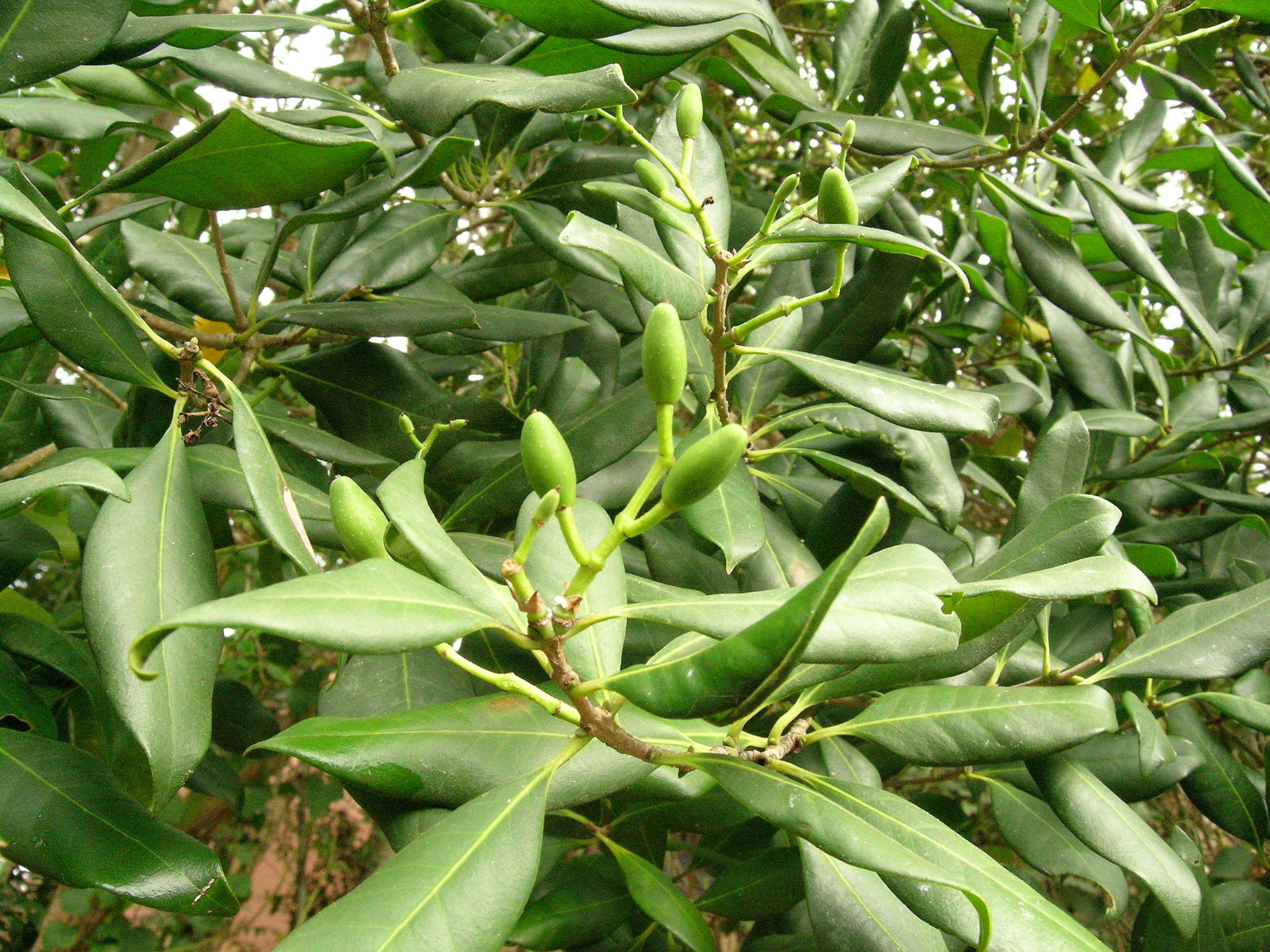
Листва и зелёные плоды